# 속리산면
속리산면(俗離山面)은 대한민국 충청북도 보은군의 면이다. 2007년 10월 1일부터 내속리면(內俗離面)에서 속리산면으로 개칭하였다.

## 개요
속리산면은 속리산 국립공원을 비롯, 호서 제일 가람인 법주사를 비롯한 쌍사자석등(국보 제5호), 팔상전(국보 제55호), 석연지(국보 제64호) 등 귀중한 문화유산의 보고이며, 관광 서비스 인프라가 잘 갖추어져 있다. 특산물로는 송이버섯, 대추, 약초 및 산채 등 청정 농특산물이 생산되는 맑고 깨끗한 고장이다.

## 행정 구역
- 갈목리(葛目里)
- 구병리(九屛里)
- 도화리(桃花里)
- 만수리(萬壽里)
- 백현리(栢峴里)
- 북암리(北岩里)
- 사내리(舍乃里)
- 삼가리(三街里)
- 상판리(上板里)
- 중판리(中板里)
- 하판리(下板里)